# ハリー・ヤンソン
ハリー・ヤンソン（スウェーデン語: Harry Jansson、1959年10月4日 - ）は、オーランド諸島の政治家、オーランド中央党党首。